# Сетово (Тюменская область)
Сетово — посёлок в Тобольском районе Тюменской области, административный центр в Сетовского сельского поселения.
В посёлке работает школа.

## Расположение
Рядом проходит железнодорожная ветка Тюмень — Сургут, имеется станция Сетово (открыта в 1973 году). Расположен на берегу реки Суклёмки. Также на западе находится крупное озеро Белое, через которое протекает река.
На юго-западе по автотрассе 71Н-1602 располагается деревня Елань, на северо-востоке — деревня Подрезова.

## История
Посёлок был основан в 1970 году при строительстве железнодорожной станции Сетово. Возле посёлка распалагалась деревня Нефедьева. По мере роста посёлка, деревня вошла в его состав. Посёлок был возведён на холме, Нефедьева располагалась ниже на реке. Нефедьева упоминается среди деревень Левобережья Тобола, в документах 1799 года.
Посёлок был назван по ж/д станции, которая была названа по озеру Сетово. Вероятно, название было выбрано не по имени ближайшего и большего озера, а потому, что топоним "Белое" слишком распространён.
Деревня Нефедьева располагалась на реке Суклёмки. Выше по течению располагались деревня Пушкарёва и на востоке — деревня Тачимова. 
На 1926 год в Тахтаирском сельсовете Байкаловского района Тобольского округа Уральской области упоминаются 2 деревни Нефедьева: Новая и Старая на просёлочной дороге на реке Суклемке. Ранее входили в состав Карачинской волости Тобольского уезда Тобольской губернии.

## Население
| 2010 | 2012  | 2013  | 2014 | 2015 | 2016 | 2017 |
| ---- | ----- | ----- | ---- | ---- | ---- | ---- |
| 1028 | ↘1018 | ↘1008 | ↘997 | ↗998 | ↘995 | ↘991 |
| 2018 | 2019  | 2020  | 2021 |      |      |      |
| ↗992 | ↘983  | ↘974  | ↘778 |      |      |      |

На 1926 год в деревне Нефедьева-Старая проживало 132 чел. в 28 дворах. Национальность — русские. В деревне Нефедьева-Новая проживало 328 чел. в 69 дворах. Национальность — русские.